# Nagroda Heinricha Manna

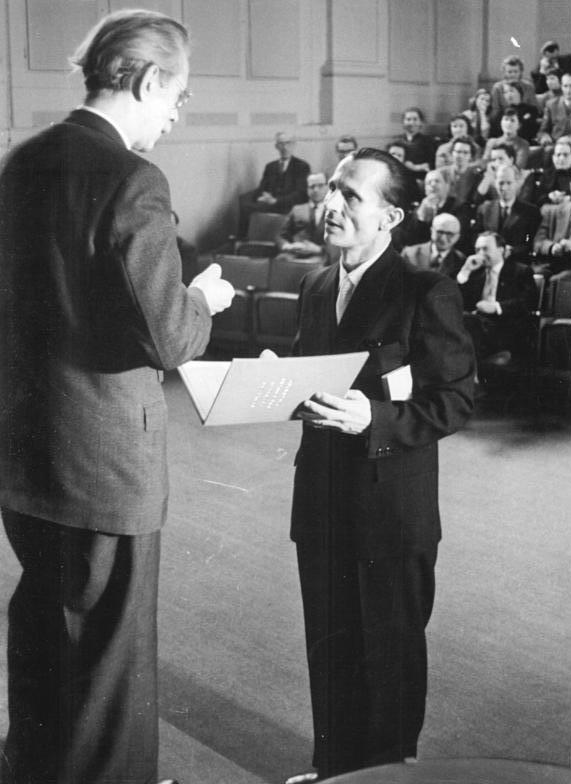
Otto Nagel (z lewej) wręcza nagrodę Herbertowi Jobstowi (1958)

Nagroda Heinricha Manna (niem. Heinrich-Mann-Preis) – nagroda literacka przyznawana od 1953, ufundowana przez niemiecką Akademie der Künste.
Nagroda jest przyznawana corocznie w dniu 27 marca – w rocznicę urodzin Heinricha Manna. Nagroda za napisanie eseju ma wartość 8000 euro. Zwycięzca jest wybierany przez niezależne trzyosobowe jury, które zwykle obejmuje laureata z poprzedniego roku.

## Laureaci
- 1953: Stefan Heym, Wolfgang Harich(inne języki), Max Zimmering(inne języki)
- 1954: Gotthold Gloger(inne języki), Theo Harych(inne języki)
- 1955: – nie przyznano
- 1956: Franz Fühmann(inne języki), Rudolf Fischer(inne języki), Wolfgang Schreyer(inne języki)
- 1957: Hanns Maaßen(inne języki), Herbert Nachbar(inne języki), Margarete Neumann(inne języki)
- 1958: Hans Grundig, Herbert Jobst(inne języki), Rosemarie Schuder(inne języki)
- 1959: Heiner Müller, Hans Lorbeer(inne języki), Inge Müller(inne języki)
- 1960: Helmut Hauptmann(inne języki), Annemarie Reinhard(inne języki)
- 1961: Dieter Noll(inne języki)
- 1962: Günter Kunert, Bernhard Seeger(inne języki)
- 1963: Christa Wolf
- 1964: Günter de Bruyn
- 1965: Johannes Bobrowski, Brigitte Reimann
- 1966: Peter Weiss
- 1967: Hermann Kant, Walter Kaufmann
- 1968: Herbert Ihering
- 1969: Werner Heiduczek, Wolfgang Joho(inne języki), Alfred Wellm(inne języki)
- 1970: Fritz Selbmann(inne języki), Jeanne Stern(inne języki), Kurt Stern(inne języki), Martin Viertel(inne języki)
- 1971: Jurek Becker, Erik Neutsch(inne języki), Herbert Otto(inne języki)
- 1972: Karl-Heinz Jakobs(inne języki), Fred Wander(inne języki)
- 1973: Ulrich Plenzdorf, Helga Schütz(inne języki)
- 1974: Kurt Batt(inne języki), Gerhard Wolf(inne języki)
- 1975: Irmtraud Morgner, Eberhard Panitz(inne języki)
- 1976: Annemarie Auer(inne języki), Siegfried Pitschmann(inne języki)
- 1977: Erich Köhler(inne języki), Joachim Nowotny(inne języki)
- 1978: Karl Mickel(inne języki)
- 1979: Fritz Rudolf Fries(inne języki)
- 1980: Volker Braun(inne języki), Paul Gratzik
- 1981: Peter Hacks
- 1982: Christoph Hein, Werner Liersch(inne języki)
- 1983: Friedrich Dieckmann(inne języki), Helmut H. Schulz(inne języki)
- 1984: Heinz Czechowski(inne języki)
- 1985: Helga Königsdorf(inne języki), Bernd Leistner(inne języki)
- 1986: Helga Schubert(inne języki), Heidi Urban de Jauregui
- 1987: Luise Rinser
- 1988: Fritz Mierau(inne języki)
- 1989: Wulf Kirsten(inne języki)
- 1990: Adolf Endler(inne języki), Elke Erb(inne języki)
- 1991: Peter Gosse(inne języki), Kito Lorenc(inne języki)
- 1992: – nie przyznano
- 1993: Lothar Baier(inne języki)
- 1994: – nie przyznano
- 1995: Hans Mayer(inne języki)
- 1996: Julius Posener
- 1997: Michael Rutschky(inne języki)
- 1998: Karl Markus Michel(inne języki)
- 1999: Katharina Rutschky(inne języki)
- 2000: Dubravka Ugrešić
- 2001: Walter Boehlich(inne języki)
- 2002: Götz Aly
- 2003: Wolfgang Schivelbusch(inne języki)
- 2004: Claudia Schmölders(inne języki)
- 2005: Ivan Nagel(inne języki)
- 2006: Peter von Matt(inne języki)
- 2007: Karl Heinz Bohrer
- 2008: Heinz Schlaffer(inne języki)
- 2009: Hanns Zischler(inne języki)
- 2010: Michael Maar(inne języki)
- 2011: Marie-Luise Scherer(inne języki)
- 2012: Uwe Kolbe(inne języki)
- 2013: Robert Menasse
- 2014: Robert Schindel(inne języki)
- 2015: Adam Zagajewski
- 2016: Gunnar Decker(inne języki)
- 2017: Gisela von Wysocki(inne języki)
- 2018: Christian Bommarius(inne języki)
- 2019: Danilo Scholz(inne języki)
- 2020: Eva Horn(inne języki)
- 2021: Kathrin Passig(inne języki)
- 2022: Lothar Müller(inne języki)
- 2023: György Dalos(inne języki)
- 2024: Lena Gorelik(inne języki)
- 2025: Mely Kiyak(inne języki)